# 格莉妮丝·约翰斯

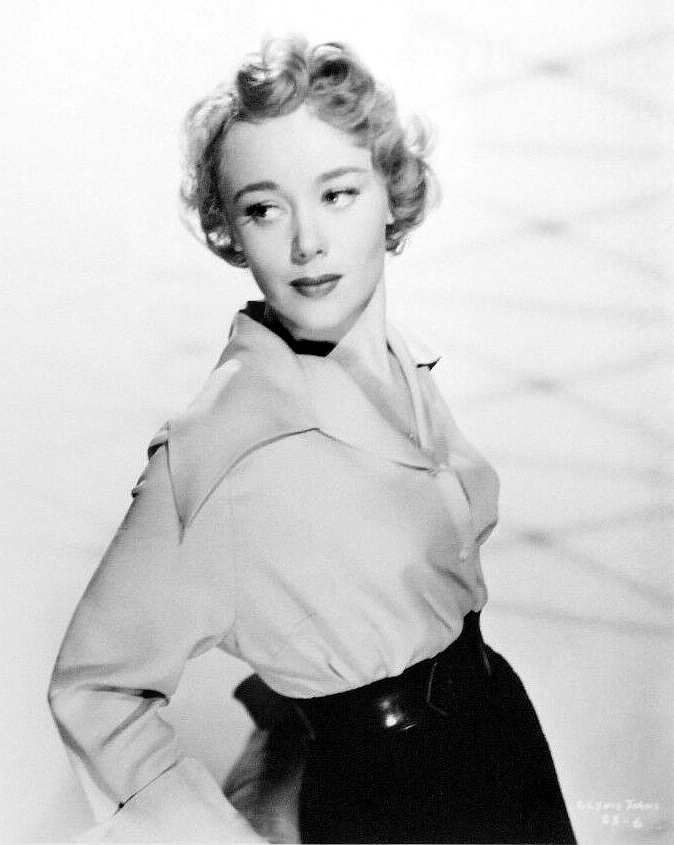
格莉妮丝·约翰斯

格莉妮丝·约翰斯（英語：Glynis Johns，1923年10月5日—2024年1月4日），女，英国演员、舞者、歌手。格莉妮丝·约翰斯於1923年10月5日出生於南非比勒陀利亞（Pretoria），父母是威爾斯人，1998 年被選為迪士尼傳奇人物。12歲時，她在英國贏得了 25 枚舞蹈金牌，13歲就出演了第一部電影《South Riding》，19歲時成為戲劇作品《彼得潘》（Peter Pan）中最年輕的女主角。曾获得托尼奖最佳音乐剧女主角。